# Ай Ньин Тху
Ай Ньеин Тху (бирм. အေးငြိမ်းသူ), также известная как А Ньеин, — бирманский врач, известная своей волонтерской деятельностью по оказанию медицинской помощи вынужденным переселенцам в штате Чин, Мьянма. За свою работу она была признана одной из 100 женщин 2022 года по версии Би-би-си.

## Карьера
Ай Ньеин Ту получила квалификацию врача в 2020 году. В феврале 2021 года, во время государственного переворота в Мьянме, в результате которого демократически избранная Национальная лига за демократию была свергнута бирманскими военными, Татмадау, Айе Ньин Ту вместе с другими медицинскими работниками оказывала медицинскую помощь раненым гражданским лицам и протестующим в Мандалае.
Позже в том же году Ай Ньеин Ту отправилась в городок Миндат, штат Чин; в то время в городе и окрестностях работало всего два врача. Она организовала импровизированный госпиталь с операционной для оказания медицинской помощи жителям Миндата и близлежащих деревень, а также лагерям вынужденных переселенцев. Больница также проводит выездную среди изолированных сообществ и тех, кто не может позволить себе поездку в Миндат для получения медицинской помощи.
В сентябре 2021 года военная хунта обвинила Ай Ньеин Тху в «подстрекательстве к насилию» и поддержке Народных сил обороны, группировки боевиков, выступающей против хунты. Трое добровольцев были арестованы после попытки доставить Ай Ньеин Тху медикаменты; она сообщила, что военные конфисковали рентгеновский аппарат, наркозный аппарат, оксиметр и лекарства, а хунта утверждала, что ей доставили оружие, боеприпасы и деньги, которые она намеревалась передать местному постанческому отряду, Силам обороны Китая. Хунта обвинила Ай Ньеин Тху в работе на Зау Вай Со, министра здравоохранения правительства национального единства Мьянмы, бирманского правительства в изгнании, и призвала жителей Миндата арестовать её. Военные также обвинили Ай Ньеин Ту в неправомерном использовании пожертвований, переданных её больнице, путем передачи их антивоенным группам; она оспорила это и заявила, что любые финансовые нарушения произошли из-за отсутствия у неё административных навыков.
В декабре 2021 года больница Ай Ньейн Ту в Миндате подверглась нападению и была повреждена бирманскими военными, в результате чего её пришлось закрыть на несколько месяцев, пока шло восстановление. Больница вновь открылась в 2022 году.

## Признание
В 2022 году Ай Ньеин Ту была включена Би-би-си в число 100 женщин года за её работу по оказанию медицинской помощи вынужденным переселенцам в Мьянме.